# Штансдорф
Штансдорф (њем. Stahnsdorf) општина је у њемачкој савезној држави Бранденбург. Једно је од 38 општинских средишта округа Потсдам-Мителмарк. Према процјени из 2010. у општини је живјело 13.984 становника. Посједује регионалну шифру (AGS) 12069604.

## Географски и демографски подаци
Штансдорф се налази у савезној држави Бранденбург у округу Потсдам-Мителмарк. Општина се налази на надморској висини од 44 метра. Површина општине износи 49,1 km². У самом мјесту је, према процјени из 2010. године, живјело 13.984 становника. Просјечна густина становништва износи 285 становника/km².